# Сімон Тахамата
Сімон Тахамата (нід. Simon Tahamata, нар. 26 травня 1956, Вугт) — нідерландський футболіст індонезійського (з Молуккських островів), що грав на позиції нападника. Найбільш відомий за виступами у клубі «Аякс», а також національній збірній Нідерландів.
Триразовий чемпіон Нідерландів. Володар Кубка Нідерландів. Дворазовий чемпіон Бельгії. Володар Кубка Бельгії. Дворазовий володар Суперкубка Бельгії.

## Клубна кар'єра
Сімон Тахамата народився 1956 року в місті Вугт у Північному Брабанті, та є вихованцем юнацької команди клубу «Теоле», пізніше продовжив заняття у футбольній школі амстердамського «Аякса». У 1976 році дебютував в основній команді «Аякса», де став одним із основних гравців лінії нападу, за 4 роки зіграв у складі амстердамської команди 109 матчів чемпіонату країни. За цей час у складі команди тричі виборював титул чемпіона Нідерландів.
У 1980 році Сімон Тахамата став гравцем бельгійського клубу «Стандард» з Льєжа. У перший рік виступів нідерландський футболіст став володарем Кубка Бельгії. На другий рік виступів у новому клубі Тахамата став чемпіоном Бельгії, а наступного року повторив це досягнення. У 1982 році Сімон Тахамата грав у складі команди з Льєжа у фіналі Кубка володарів кубків. У складі «Стандарда» Тахамата грав до 1984 року, після чого повернувся до Нідерландів, де став гравцем «Феєнорда». У складі роттердамської команди грав до 1987 року, зіграв у її складі 87 матчів, у яких відзначився 29 забитими м'ячами.
У 1987 році Сімон Тахамата став гравцем бельгійського клубу «Беєрсхот». У складі бельгійської команди грав протягом трьох років, а з 1990 року перейшов до складу іншої бельгійської команди «Жерміналь-Екерен», у складі якої грав до 1996 року, після чого завершив виступи на футбольних полях.

## Виступи за збірну
Сімон Тахамата дебютував у складі національної збірної Нідерландів у 1979 році в матчі зі збірною Аргентини, присвяченому 75-річчю ФІФА. До складу збірної періодично залучався до 1986 року, загалом зіграв у складі збірної 22 матчі, в яких відзначився 2 забитими м'ячами.

## Після закінчення футбольної кар'єри
Після закінчення виступів на футбольних полях Сімон Тахамата працював тренером у низці нідерландських та бельгійських клубів. У 2015 році він відкрив власну футбольну академію.

## Титули і досягнення
- Чемпіон Нідерландів (3):

«Аякс»: 1976–1977, 1978–1979, 1979–1980
- Володар Кубка Нідерландів (1):

«Аякс»: 1978–1979
- Чемпіон Бельгії (2):

«Стандард» (Льєж): 1981–1982, 1982–1983
- Володар Кубка Бельгії (1):

«Стандард» (Льєж): 1980–1981
- Володар Суперкубка Бельгії (2):

«Стандард» (Льєж): 1981, 1983